# تجديل

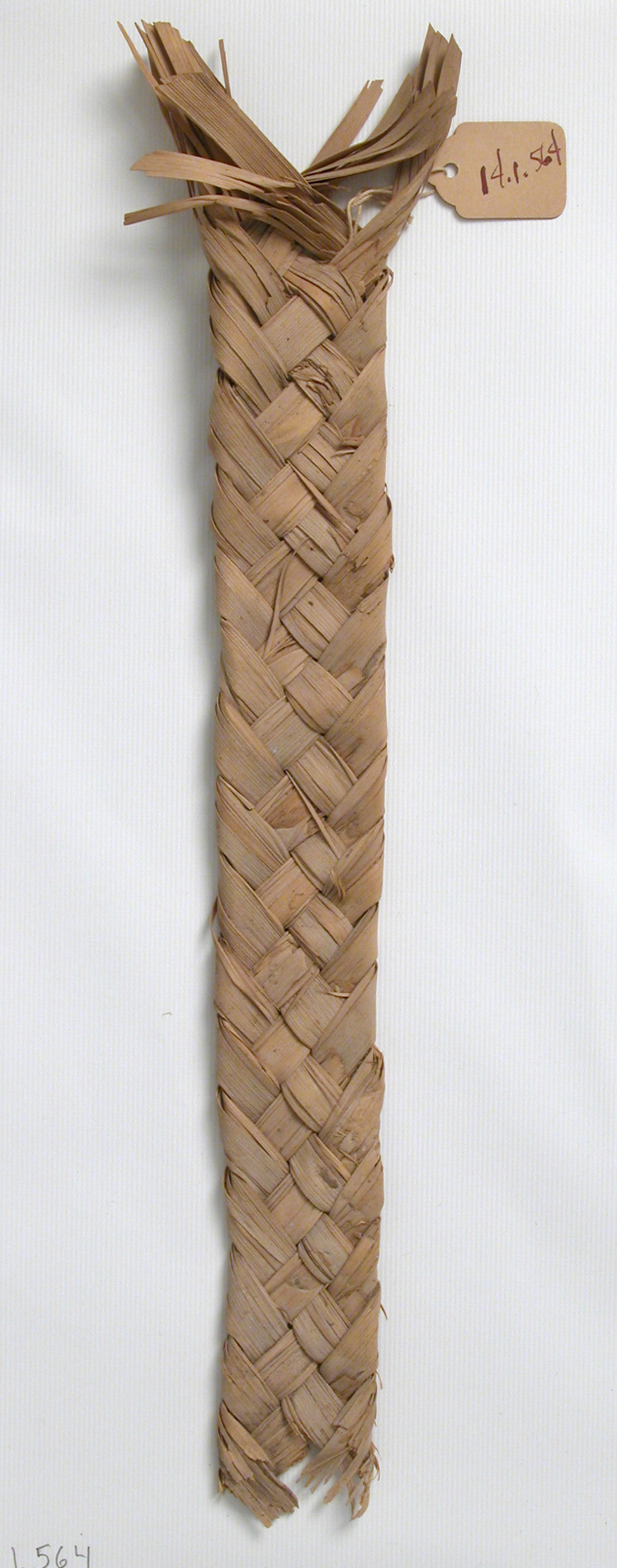
تشبيك من أوراق النخل، على شكل جديلة.

الجديلة (أو الضفيرة) هي بنية معقدة أو نمط تشبيك يتكون من ثلاث فروع أو أكثر من مواد مرنة كألياف النسيج أو الأسلاك أو الشعر. غالباً ما تكون الجديلة طويلة وغير عريضة بخلاف النسيج الذي يتم بشبك مجموعتين أفقية وعمودية (لحمة وسدى)، ويتم الجدل بتقاطع العناصر فوق بعضها بحركة متعرجة منتظمة.
أبسط جديلة ممكن تكوينها هي تلك المكونة من ثلاث فروع صلبة، تعرف في بعض البلدان بالضفيرة المسطحة. في حين يمكن تكوين جدائل أكثر تعقيداً من عدة فروتع أو أشرطة كالعصابات والحبال الأسطوانية المجوفة أو الصلبة أو الحصائر العريضة التي تشبه النسج العمودي البدائي.
عادة ما يستخدم الجدل لصنع الحبال، والديكورات وتسريحات الشعر كما تستخدم لصنع أسلاك التوصيل. في حين تستخدم الجدائل المعقدة لصنع الأعمال الفنية من الألياف. كما أن التجديل هو أحد أساليب تزيين الخيول وتجهيزها للعروض بجدل شعر عنقها وذيلها.

## تاريخياً
أقدم نسخة معروفة من جدائل الشعر تعود لحوالي 30000 سنة خلت، تمثّلت في تمثال فينوس ولندورف، وتعرف الآن في الأوساط الأكاديمية بوصفها إمراة من ولندورف، يُقدّر أن تمثالها صنع منذ حوالي بين 28000 و25000 قبل الميلاد. ثمة خلاف حول ما إذا كانت مضفرة الشعر أو أنها كانت ترتدي نوعاً سلة منسوجة على رأسها. أما فينوس براسيمبوي فيقدر عمرها بحوالي 25000 عام ويظهر التمثال أنها كانت مضفرة الشعر.
ثمة نموذج أخر يعود إلى موقع دفن سقارة الموجود على نهر النيل، ويعود فترة الفرعون مينا.
في بعض المناطق، كانت الجديلة وسيلة تواصل. حيث كان من الممكن الحصول على معلومات مختلفة عن الأفراد كأن يكونوا متزوجين أو في حداد أو في سن الخطوبة وذلك بمراقبة تسريحة شعرهم ببساطة. فقد كانت بعض تسريحات الشعر مميزة لقبائل أو دول معينة. في حين أن تميز تسريحات أخرى وضع الفرد في المجتمع.
يعتبر التجديل فناً اجتماعياً تقليدياً. ولأنه يستغرق وقتاُ، كان الناس يتخالطون ويتواصلون اجتماعياً أثناء القيام بتجديل الشعر. يبدأ الأمر عندما يقوم كبار السن بصنع عقد بسيطة وجدائل للأطفال. ويراقب الأولاد الأكبر سناً ويتعلمون منهم ويبدأون التدرّب على التجديل على الأطفال الأصغر سناً. في الولايات المتحدة، ترى الأمهات والجدات يجدلن شعر الطفلات الصغيرات ويضعن فيها الخرز الملون. وهذا شكل من أشكال الترابط التقليدي بين الكبار والأجيال الجديدة.

## صور

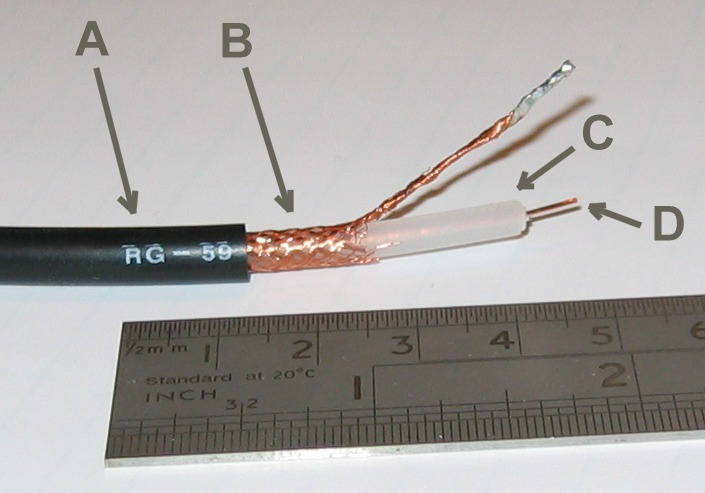
A كبل محوري مجدول مع سلك نحاس EMI
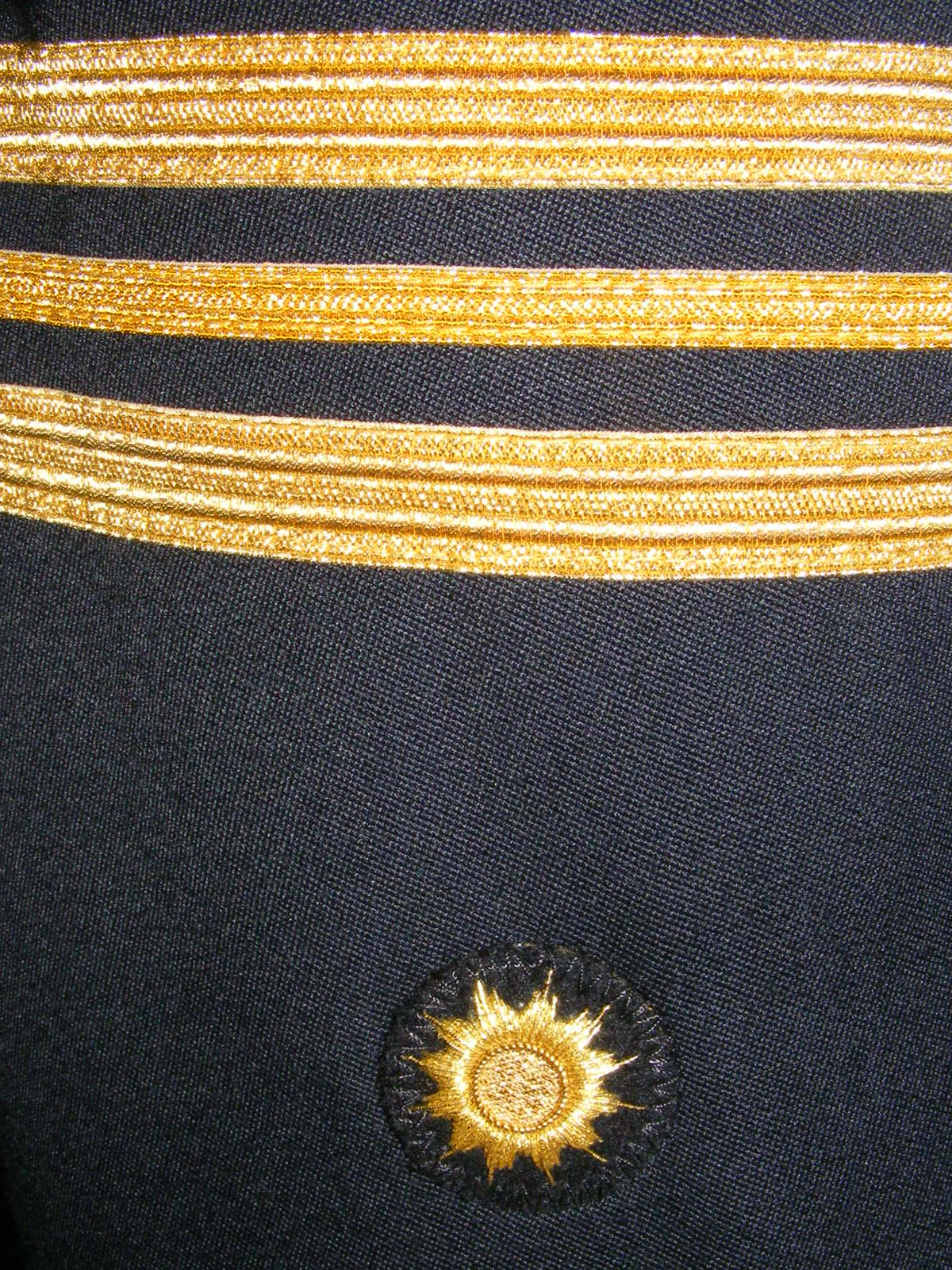
جديلة ذهبية في زي عسكري
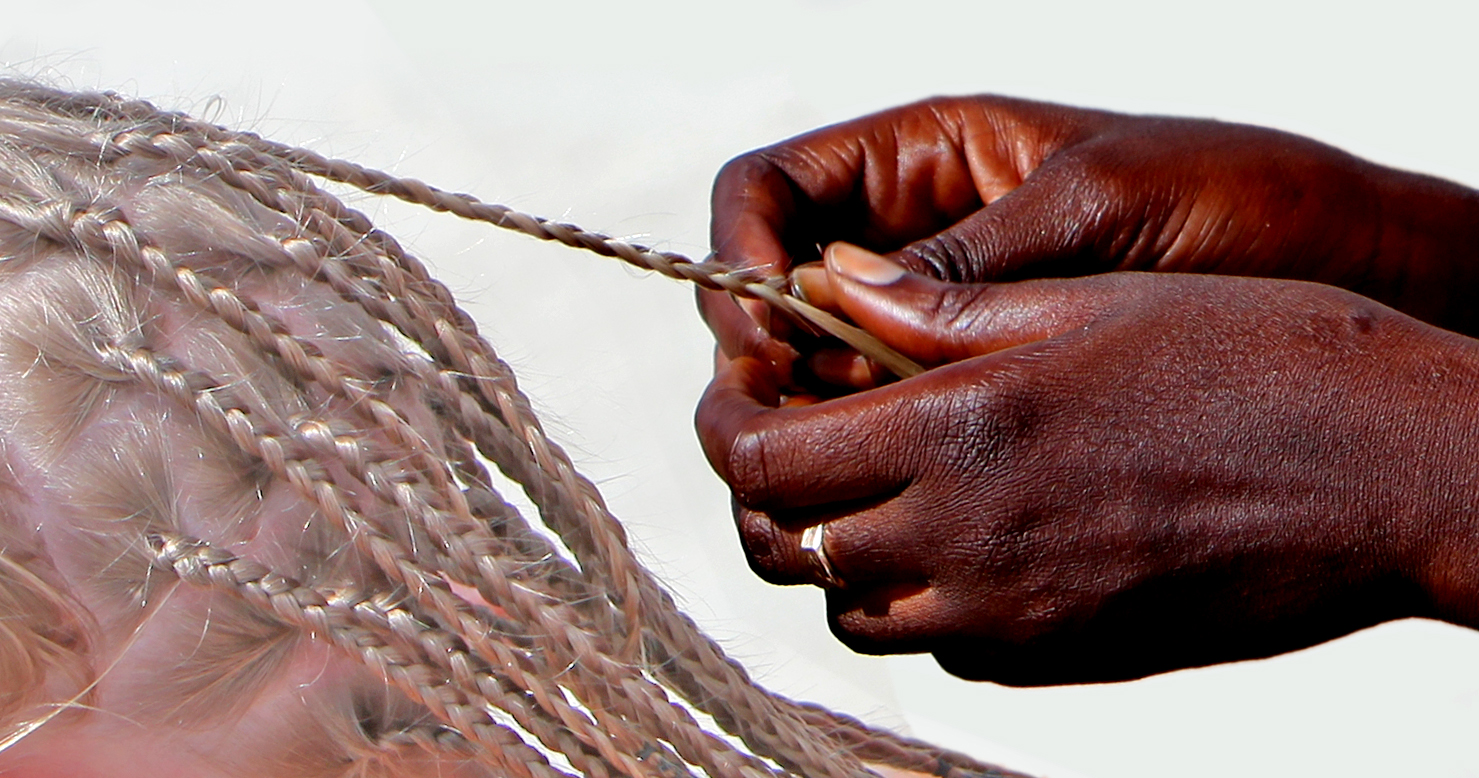
تجديل الشعر في مايوركا، إسبانيا